# غوغلييلمو أرينا
غوغلييلمو أرينا (بالإيطالية: Guglielmo Arena)‏ (23 ديسمبر 1973 بمونترو في سويسرا - ) هو مدرب كرة قدم ولاعب كرة قدم إيطالي في مركز الوسط. لعب مع نادي دبا الحصن.
مدرب المغرب الفاسي

## روابط خارجية
- غوغلييلمو أرينا على موقع قاعدة بيانات كرة القدم.إي يو (الإنجليزية)